# Dicranomyia phalangioides
Dicranomyia phalangioides là một loài ruồi trong họ Limoniidae. Chúng phân bố ở miền Tân bắc.